# Смит, Дик (бейсболист, 1926)
Ричард Харрисон Смит (англ. Richard Harrison Smith; 21 июля 1926, Бландберг, Пенсильвания — 25 января 2021, Болсберг, там же) — американский бейсболист, играл на различных позициях в инфилде. С 1951 по 1955 год выступал в Главной лиге бейсбола в составе клуба «Питтсбург Пайрэтс».

## Биография
Ричард Смит родился 21 июля 1926 года в Бландберге в Пенсильвании. В 1943 году он окончил старшую школу Вестовер, после чего поступил в педагогический колледж в Лок-Хейвене. Его учёба прервалась после призыва в армию, службу Смит проходил в 643-м инженерном батальоне. После демобилизации вернулся в Пенсильванию и играл в бейсбол в одной из местных лиг, где был одним из лучших отбивающих.
Весной 1948 года Смит подписал контракт с клубом «Питтсбург Пайрэтс». Первый сезон в профессиональном бейсболе провёл в 1950 году в составе «Гринвилл Пайрэтс», отбивая с эффективностью 31,5 %. В 1951 году он успешно отыграл чемпионат в «Чарлстон Ребелс» и в сентябре дебютировал в Главной лиге бейсбола. До конца сезона Смит сыграл в двенадцати матчах с показателем отбивания 17,4 %.
В 1952 году он получил несколько шансов проявить себя в «Пайрэтс», но большую часть чемпионата провёл в фарм-командах «Ребелс» и «Нью-Орлеан Пеликанс». В Главной лиге бейсбола показатель отбивания Смита составил 10,6 %. После окончания сезона он окончил колледж, получив диплом бакалавра в области санитарного просвещения. Почти весь 1953 год Смит провёл в Пеликанс, отбивая с эффективностью 28,1 %, украв 24 базы и заработав 85 уоков. Журналист Билл Киф называл его лучшим игроком Южной ассоциации. В сентябре он сыграл тринадцать матчей в составе «Пайрэтс», неплохо действовал в защите, но отбивал с показателем 16,3 %. В последующие два сезона Смит провёл ещё несколько игр за «Питтсбург», регулярно выступая в Лиге Тихоокеанского побережья в составе «Голливуд Старз».
С 1955 по 1960 год он играл в различных командах младших лиг. Карьеру Смит завершил в возрасте 33 лет. За пять сезонов в Главной лиге бейсбола он провёл 70 матчей с эффективностью на бите 13,4 %. За двенадцать сезонов в младших лигах его показатель отбивания составил 29,4 %, он выбил 1378 хитов и украл 135 баз.
В 1961 году Смит получил степень магистра физического воспитания в университете штата Пенсильвания. В течение 25 лет он работал в университете ассистентом профессора, был одним из тренеров его бейсбольной команды. Вышел на пенсию в 1986 году.
Дик Смит скончался 25 января 2021 года в Болсберге в Пенсильвании в возрасте 94 лет.